# Clarias fuscus
Clarias fuscus is een straalvinnige vis uit de familie van kieuwzakmeervallen (Clariidae) en behoort derhalve tot de orde van meervalachtigen (Siluriformes). De vis kan een lengte bereiken van 24 centimeter.

## Leefomgeving
Clarias fuscus is een zoetwatervis. De vis prefereert een subtropisch klimaat. Het verspreidingsgebied beperkt zich tot Azië. De diepteverspreiding is 0 tot 3 meter onder het wateroppervlak.

## Relatie tot de mens
Clarias fuscus is voor de visserij van beperkt commercieel belang. In de hengelsport wordt er weinig op de vis gejaagd.
Voor de mens is Clarias fuscus giftig.